# 헤바온라인
헤바온라인은 윈디소프트와 플레이버스터에서 제작한 MMORPG게임이다. 2009년에 서비스를 시작했으나 컨텐츠 부족과 버그, 밸런스 붕괴 등의 문제로 9개월 만에 서비스를 잠정 중단했다. 이후 리메이크 작업을 거쳐 2010년 '헤바 클로니아'라는 이름으로 서비스를 다시 시작하였으나 이 역시 2012년 이후로는 대규모 업데이트를 중단하고, 2016년에 서비스가 종료되었다.